# Parco naturale regionale di Perche
Il parco naturale regionale di Perche (in lingua francese parc naturel régional du Perche) è un'area naturale protetta francese, estesa per 182.000 ettari e situata tra il dipartimento dell'Orne e quello dell'Eure-et-Loir, tra la Normandia e il Centro-Valle della Loira.
Il parco è stato istituito nel 1998.
Caratterizzato da borghi medievali e dal paesaggio rurale, in cui viene praticata l'agricoltura biodinamica, viene simboleggiato dal cavallo da tiro di razza Percheron, tipico di questa fertile zona della Francia.